# Michael VIII. Palaiologos
Michael VIII. Palaiologos (řecky Μιχαὴλ Η΄ Παλαιολόγος, Mikhaēl VIII Palaiologos; 1224 Malá Asie – 11. prosince 1282 Thrákie) byl nejdříve nikájský spolucísař a od roku 1261 až do své smrti byzantský císař z dynastie Palaiologovců.
Michael zasvětil život a vládu obnově byzantské říše. Roku 1258 se intrikami zmocnil vlády v nikájském císařství a následujícího roku byl korunován jako spolucísař nedospělého Jana IV. Laskarise. Když jeho generálové porazili koalici Epiru a západních nepřátel v bitvě u Pelagonie, otevřela se císaři cesta k ovládnutí Konstantinopole. Roku 1261 získal císař ztracené hlavní město, čímž bylo obnovení byzantské říše dokončeno a byl podruhé korunován, tentokrát jako samostatný byzantský císař. Michael se poté po celou svou vládu snažil obnovit slávu říše, ozdravit byzantskou společnost, hospodářství a znovu vystavět silné vojsko a loďstvo. Jeho úsilí však bylo značně komplikováno nepřáteli, kteří obklopovali říši ze všech stran, jakož i nedostatečnými finančními, lidskými a materiálními zdroji. Koalici nepřátel, kteří volali po novém křižáckém tažení proti Byzanci se Michael snažil rozbít obratnou diplomacií a náboženskou unií s katolickou církví.
Unií s nenáviděnou západní církví si však Michael znepřátelil vlastní poddané a církevní hodnostáře. Navíc mu byl vyčítán způsob převzetí moci, kdy se skutečně jednalo o uzurpaci, stejně tak jako oslepení císaře Jana IV. Vlivem těchto komplikací zůstalo dílo Michaela, jakožto obnovitele nedokončeno a jím obnovená Byzanc byla jen stínem své staré slávy a velikosti. Přes všechny nesnáze položil Michael základy vlády dynastie Palaiologovců, která panovala až do konečného zániku říše roku 1453.

## Život

### Původ

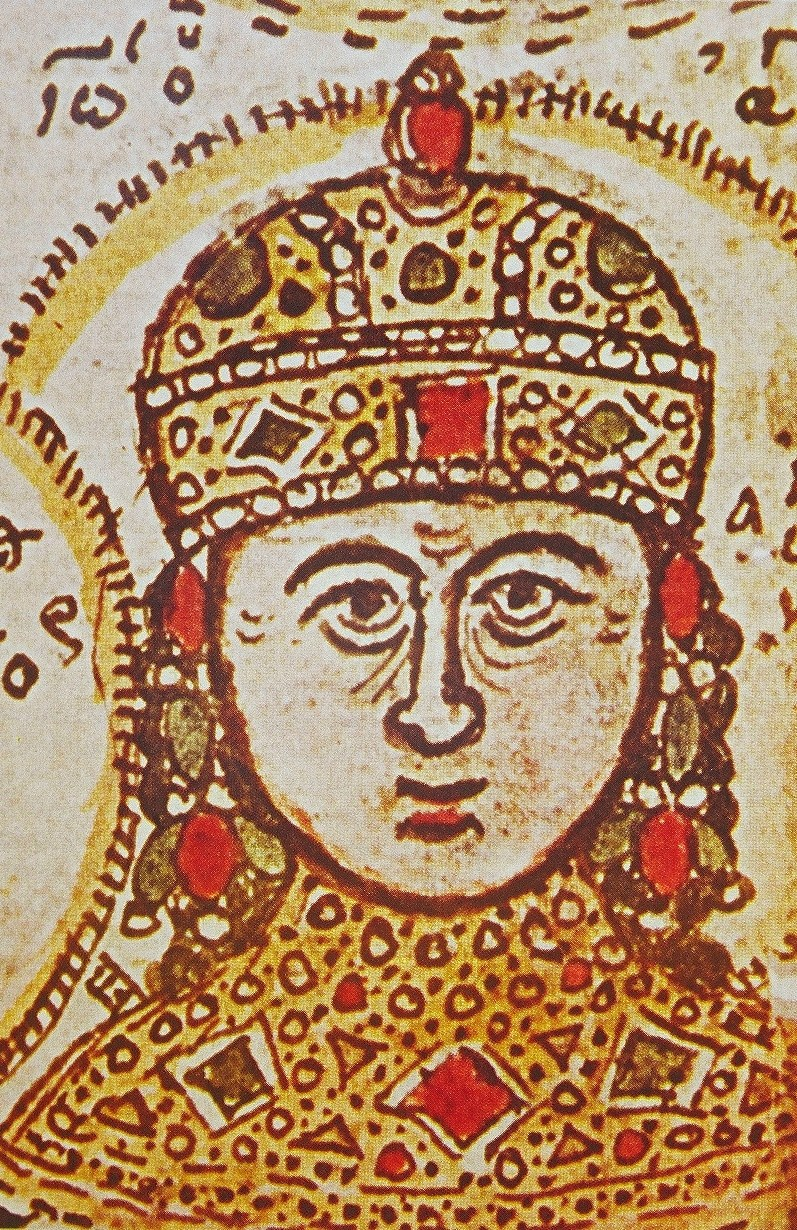
Jan IV. Laskaris za něhož se Michael zmocnil vlády

Michael Palaiologos se narodil jako syn nikájského generála (megas domestikos) Andronika Palaiologa a Theodory Angeliny Palaiologovny a pocházel tak z přední aristokratické rodiny. Palaiologové byli sňatky spřízněni s jinými předními aristokratickými rody např. Komnenovci, Angelovci a Duky.
Michael se již v mládí projevil jako vynikající vojenský velitel a sloužil u dvora nikájských císařů Jana III. Vatatza a Theodóra II. Laskarise, i když ne vždy zcela loajálním. Když se vlády v nikájském císařství ujal Theodóros II. Laskaris vypukly mezi rody při císařově dvoře spory. Theodóros otevřeně upřednostňoval svého přítele Georgie Muzalona, čímž podráždil ostatní představitele vysoké aristokracie. Císař se navíc odklonil od politiky svého otce a neprojevoval zájem o sblížení se západem a papežem. Do úřadu patriarchy dosadil asketického Arsenia, který byl fanatickým odpůrcem unie se západní církví. Za těchto okolností se v řadách aristokracie začala pomalu formovat opozice vůči císaři, kterou vedl právě Michael Palaiologos.
Když se spory na císařově dvoře vyhrotily, musel Michael dokonce uprchnout a uchýlil se dočasně k Seldžukům k sultánovu dvoru. Po krátké době se vrátil zpět do Nikáje a s císařem se formálně usmířil jelikož jej bylo zapotřebí jako zkušeného velitele v bojích proti Srbům a Bulharům na Balkáně.

### Vláda

#### Převzetí moci
Císař Theodoros Laskaris zemřel roku 1258 a zanechal po sobě nezletilého syna Jana IV. Regentem mladého císaře měl být Georgios Muzalon, přítel zemřelého císaře. Muzalona však svrhlo spiknutí aristokracie vedené Michaelem Palaiologem. Muzalon byl zavražděn, spolu se svým bratrem, během smutečního obřadu konaného třetí ten po císařově smrti a to přímo v chrámu. Do čela regentské vlády se postavil Michael Palaiologos, který oplýval nejen politickými schopnostmi, ale také zkušenostmi úspěšného válečníka. Michael získal na svou stranu vojsko i církev a získal nejvyšší dvorské hodnosti, nejdříve se stal megas domestikem, později mu byl udělen titul despoty. 1. ledna 1259 byl Michael, prohlášen a korunován spolucísařem nedospělého legitimního císaře v Nymfaiu.

#### Bitva u Pelagonie a zisk Konstantinopole

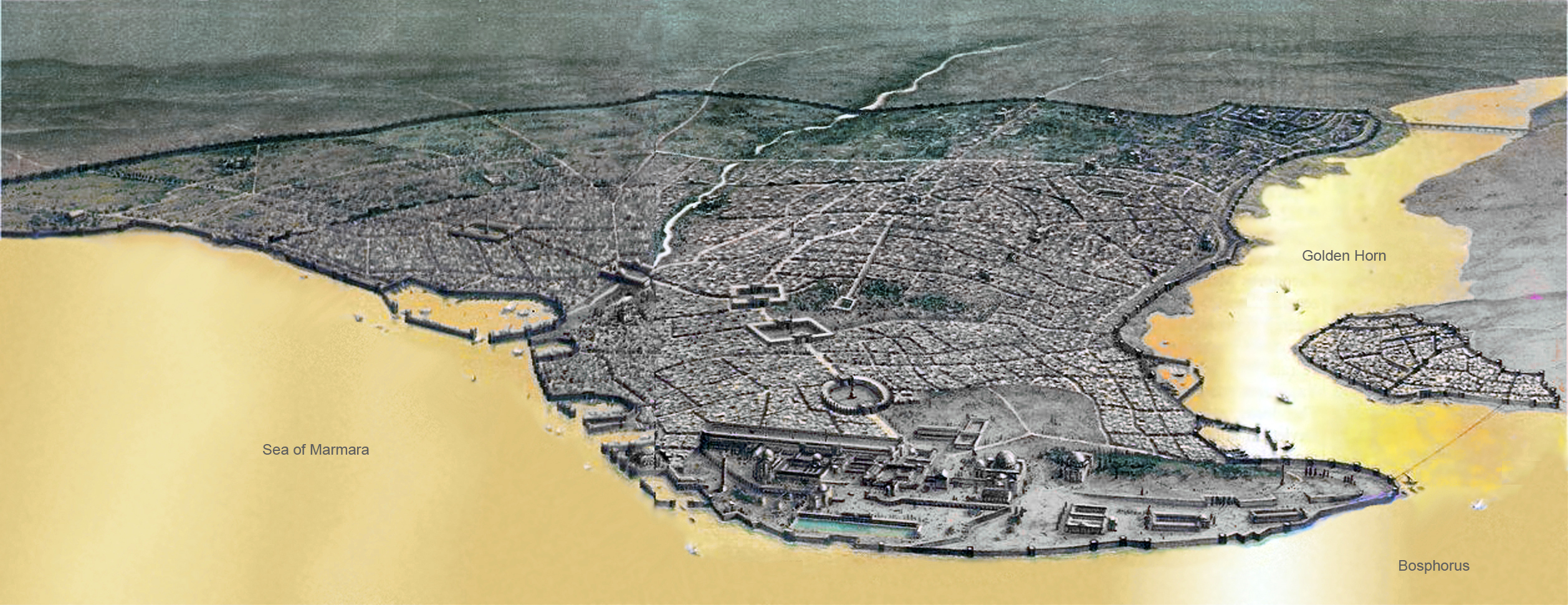
Umělecké ztvárnění Konstantinopole

Michael VIII. Palaiologos dovršil obnovu byzantské říše, kterou započali jeho předchůdci v nikájském exilu. Císař musel bezprostředně po převzetí moci čelit nepřátelům na Balkáně, když epirský despota Michael II. obsadil významná města Drač a Servii. Michael II. se proti nikájskému císaři spojil s sicilským králem Manfrédem, který se na západě snažil vzkřísit myšlenku křížového tažení proti heretickým Řekům. Vzájemné spojenectví upevnili Michael II. a Manfréd sňatkem, kdy se Manfréd oženil s despotovou dcerou Helenou. Sicilské oddíly obsadily řadu pevnosti na pobřeží Jadranu, mezi jinými Drač a Avlonu a ke koalici epirského despoty a sicilského krále se následně připojil achájský kníže Vilém II. z Villehardouinu. Císař však plány sicilského krále zhatil rychlým zásahem, když proti koalici nepřátel vyslal svého bratra Jana Palaiologa v čele vojska. V září 1259 byla svedena bitva u Pelagonie a nikájské vojsko, posílené kumánskými a seldžuckými žoldnéři, rozdrtilo koalici nepřátel.
Achájský kníže Vilém a s ním třicet předních baronů, padli do zajetí nikájského generála. Vilém byl ze zajetí propuštěn až v roce 1262, kdy se vykoupil a smlouvou odstoupil císaři klíčové pevnosti a města na Peloponésu, mezi jinými i Mystru. Získaná města se později stala základem morejského despotátu. Vítězové posléze opanovali Artu a Srbové museli vydat Skopji a Prilep. Vítězství u Pelagonie navíc otevřelo Michaelovi VIII. cestu k získání Konstantinopole a obnovení byzantské říše.
Michael se zřejmě obával reakce benátské republiky. Proto, než se odhodlal k samotnému útoku na Konstantinopol, využil rostoucího napětí mezi benátskou a janovskou republikou. 12. března 1261 uzavřel císař v Nymfaiu s Janovem smlouvu, která republice udělila tytéž obchodní privilegia, kterým se od roku 1082 těšili Janované. Janované se zavázali císaři vojensky pomoci, oplátkou obdrželi možnost bezcelního obchodu v řadě říšských přístavů a po obsazení města obdrželi v Konstantinopoli vlastní čtvrť - Galatu. V létě 1261 vedl generál Alexios Strategopoulos útok proti Konstantinopoli. Obsazení města proběhlo nečekaně snadno a již 25. července bylo staré hlavní město v rukách Byzantinců. 13. srpna vjel do města triumfálně i Michael VIII. Palaiologos s doprovodem, zatímco poslední latinský císař Balduin II. uprchl. Obnovení byzantské říše završil slavnostní náboženský obřad, kdy byli patriarchou císař Michael, spolu s manželkou, podruhé korunováni. Korunovace se účastnil i malý syn císařského páru Andronikos. Tímto aktem se Palaiologovci oficiálně ujali vlády v byzantské říši a převzali za ní odpovědnost až do jejího zániku roku 1453. Legitimní císař Jan IV. Laskaris byl na příkaz Michaela oslepen a odsunut do pozadí.

#### Zahraniční politika

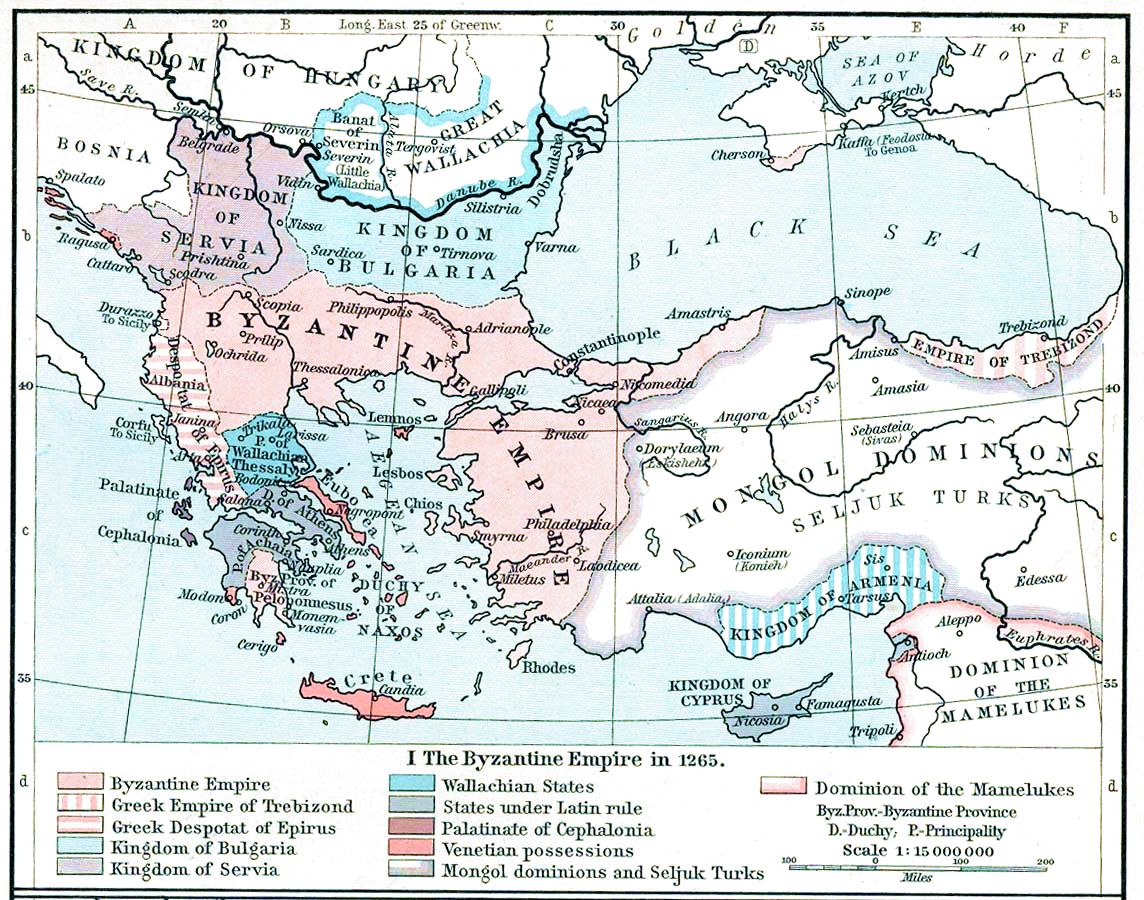
Obnovená říše a její sousedé v roce 1265

Návrat do Konstantinopole bezpochyby zvýšil prestiž byzantské říše, přesto však bylo postavení obnovené říše v zahraničně politických otázkách značně komplikované. Obnovená říše pod Michaelovým vedením byla jen stínem bývalé velikosti a ovládala především oblasti jižní Thrákie a Makedonie, dále pak řadu egejských ostrovů, část Peloponésu a severozápadní část Malé Asie. Značná část bývalých říšských území byla trvale ztracena, na Balkáně byly zájmy Byzance ohrožovány především bulharským a srbským státem. Rozlehlé oblasti Řecka byly dosud v rukách epirského despotátu, nebo latinských státečků. V Malé Asii pak sousedila Byzanc s Rúmským sultanátem. Od začátku své vlády tak musel Michael čelit mnoha zahraničním výzvám a hrozbám, které ohrožovaly existenci říše ze všech stran. Císař, krom válčení, využíval proti nepřátelům tradiční byzantský prostředek, totiž mistrnou diplomacii.
Postavení říše se císař snažil zabezpečit také dojednáním řadou sňatků k čemuž mu dopomohlo četné potomstvo. Nejstarší dceru Irenu provdal císař za bulharského cara, dceru Theodoru za gruzínského krále a dceru Eudokii za trapezuntského císaře. Jednu nemanželskou dceru provdal císař také za chána Zlaté Hordy a druhou pak za ílchána z Persie. Následník trůnu Andronikos se pro změnu oženil s Annou, dcerou uherského krále Štěpána V.

##### Boje s latinskými státy
Návrat Byzantinců do Konstantinopole vyvolal u některých panovníků v západní Evropě vlnu nevole a proti Pailogům se záhy rozvinula rozsáhlá nepřátelská kampaň. Vytvořilo se hned několik skupin, které se nechtěly smířit se ztrátou latinských pozic a na západě se opět začalo mluvit o křížové výpravě proti heretickým Řekům. Proti Byzanci samozřejmě velmi aktivně vystupoval především poslední latinský císař Balduin II. Ten získal spojence především v osobě Manfréda Sicilského, který převzal pozice v Epiru a Albánii a připravoval odtud vojenské tažení proti Soluni a Konstantinopoli. Papež však nebyl příliš nakloněn křížové výpravě vedené Hohenštaufy, rodu ze kterého Manfréd pocházel.
Situace se podstatně změnila v roce 1266, kdy na papežovo pozvání přišel do Itálie Karel z Anjou, hrabě provensálský a bratr francouzského krále Ludvíka IX. Karel z Anjou porazil Manfréda v bitvě u Beneventa a poté se sám stal králem sicilským a neapolským. Nový sicilský král se stal hlasatelem nové křížové výpravy proti Byzanci a v roce 1267 uzavřel s papežem Klimentem IV. dohodu o přátelství. K dohodě se posléze připojil svržený císař Balduin II. Situace se pro Byzanc se nebezpečně vyhrotila, když organizátoři vojenského tažení na Balkán podpořili svou alianci vzájemnými sňatky. Balduinův syn Filip se oženil Beatrix, dcerou Karla z Anjou. Ke koalici se záhy připojil i Vilém II. z Villehardouinu, který se nemohl smířit s pokořující porážkou u Pelagonie a ztrátou panství na Peloponésu. Ten provdal svou dceru Isabelu, dědičku achájského panství za Filipa, syna Karla z Anjou.
Vojenské akce proti Byzanci zahájil Karel z Anjou téměř současně. Již roku 1267 obsadily jeho oddíly ostrov Korfu a o pět let později také epirské pobřeží s Dračí. Síly Karla z Anjou se vylodily také na Peloponésu. K nepřátelské koalici se připojily také Benátky, právě díky jejich námořní pomoci dosáhl Karl z Anjou takových úspěchů a roku 1272 byl prohlášen albánským králem. O rok později se už k tak velké skupině nepřátel připojili také Bulhaři a Srbové, kteří nelibě nesli obnovení byzantské říše a od války si slibovali zisk velké kořisti. Ohrožení Byzance bylo tak velké, že se císař, ve snaze rozbít nepřátelskou koalici a dočasně zastavit aktivity Karla z Anjou, uchýlil k jednání s papežem o církevní unii mezi katolickou a ortodoxní církví.

##### Konflikty s Bulhary a Srby

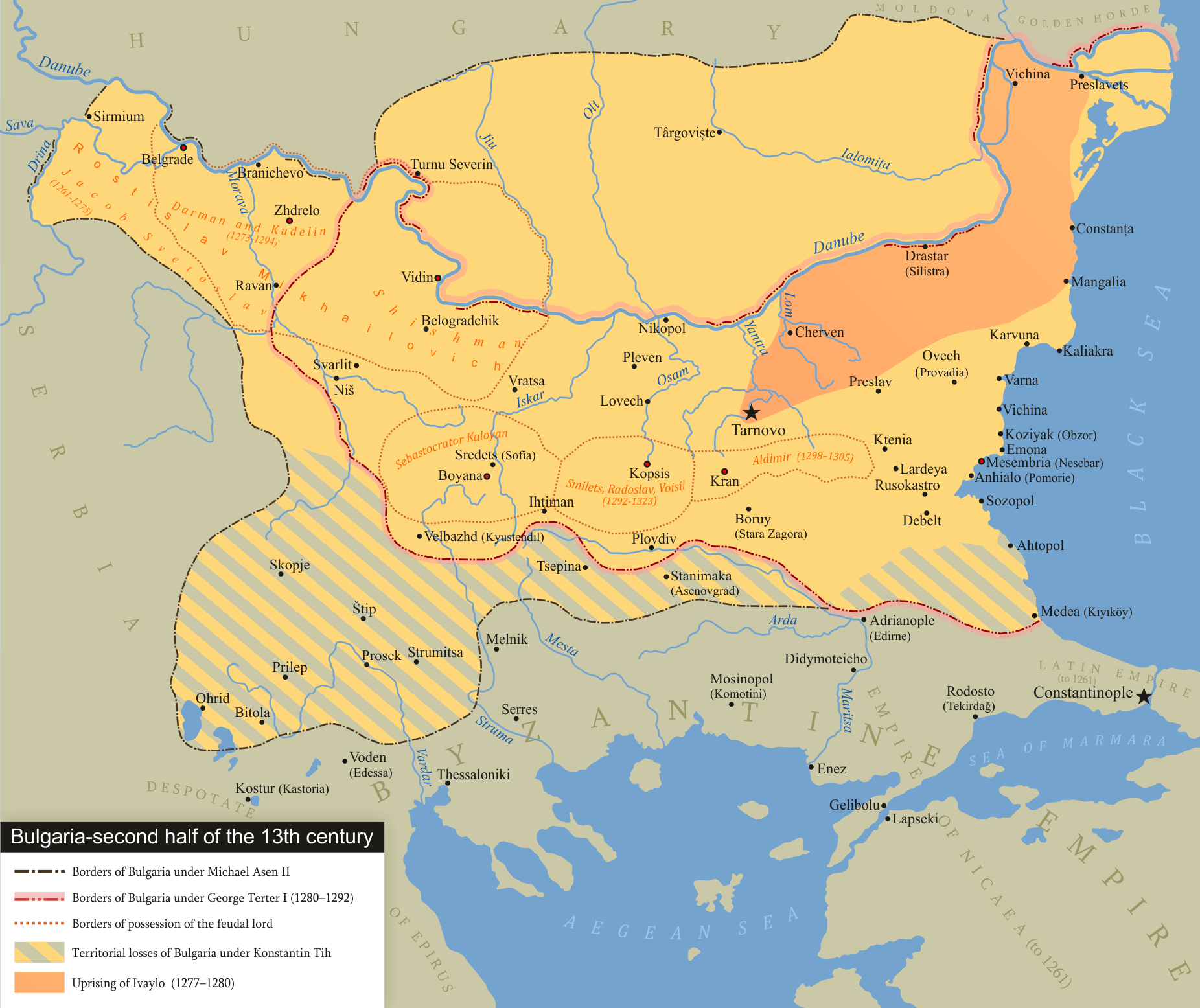
Bulharsko v době vlády Michaela VIII. a byzantské zisky

Konkurenty Byzance na Balkáně byli především Srbové a Bulhaři. Krátce před Michaelovým nástupem na trůn podnikli Srbové výboje do Makedonii, bitva u Pelagonie v roce 1259 však vychýlila poměr sil ve prospěch říše a Srbové museli získaná území vyklidit. Michael tak získal kontrolu nad městy Skopjí a Prilep, to však Srby neodradilo od toho, aby se i nadále chovali vůči Byzanci nepřátelsky. Roku 1272 se Srbové připojili k další protibyzantské koalici, poté co byl sicilský král Karel z Anjou provolán albánským králem. Ve snaze rozbít tuto koalici, zahájil Michael diplomatická jednání a proti Srbům získal podporu uherského krále Štěpána V. Spojenectví bylo zpečetěno sňatkem císařova syna a spoluvládce Andronika II. se Štěpánovou dcerou Annou.
S Bulhary sváděl Michael téměř po celou svou vládu permanentní válku. Michael obratně využil vnitřních zmatků v bulharské říši, která se po smrti Ivana II. Asena začala rozpadat. Michael si přirozeně činil nároky na všechna území, která v minulosti Byzanci patřila, což se odrazilo na vztazích s Bulhary. Vztahy mezi Bulharskem a Byzancí se zhoršily i z osobních důvodů. Bulharský car Konstantin Asen byl totiž ženatý s Irenou, sestrou nikájského císaře Jana IV. Laskarise. Carevna Irena byla velmi pobouřená, když se dozvěděla, že Michael Palailogos zbavil jejího bratra vlády a dal jej oslepit. Konstantin proti Michaelovi získal spojence v sesazeném epirském despotovi Michaelovi II. Byzantský císař se naopak spojil s Mitsom Asenem, svrženým bulharským carem, který se opevnil v Mesembrii. Roku 1262 se vzájemné vztahy vyostřily do té míry, že mezi Byzancí a Bulharskem vypukla válka. Z počátku se ve válce dařilo Bulharům, kteří se nejdříve zmocnili Stanimaky a následně dobyli několik měst a pevností v Thrákii. Na jaře roku 1263 došlo ve válce k obratu. Císař Michael rozdělil své vojsko na dvě části. Jedna část postupovala proti proudu Marice a obsadila Stanimaku a Plovdiv. Z bulharského sevření byl také osvobozen Mitso Asen, který pak odevzdal Mesembrii do byzantských rukou a odešel do Konstantinopole. Mitso byl později císařem jmenován správcem některých území v Malé Asii a tím záznamy o něm mizí z dějin. Konstantin se po Mitsově odchodu stal nesporným vládcem Bulharska, ale musel i nadále svádět boje s Byzancí. První fáze války tak dopadla ve prospěch říše a císař dobyl nazpět rozsáhlá území v Thrákii a podél černomořského pobřeží.

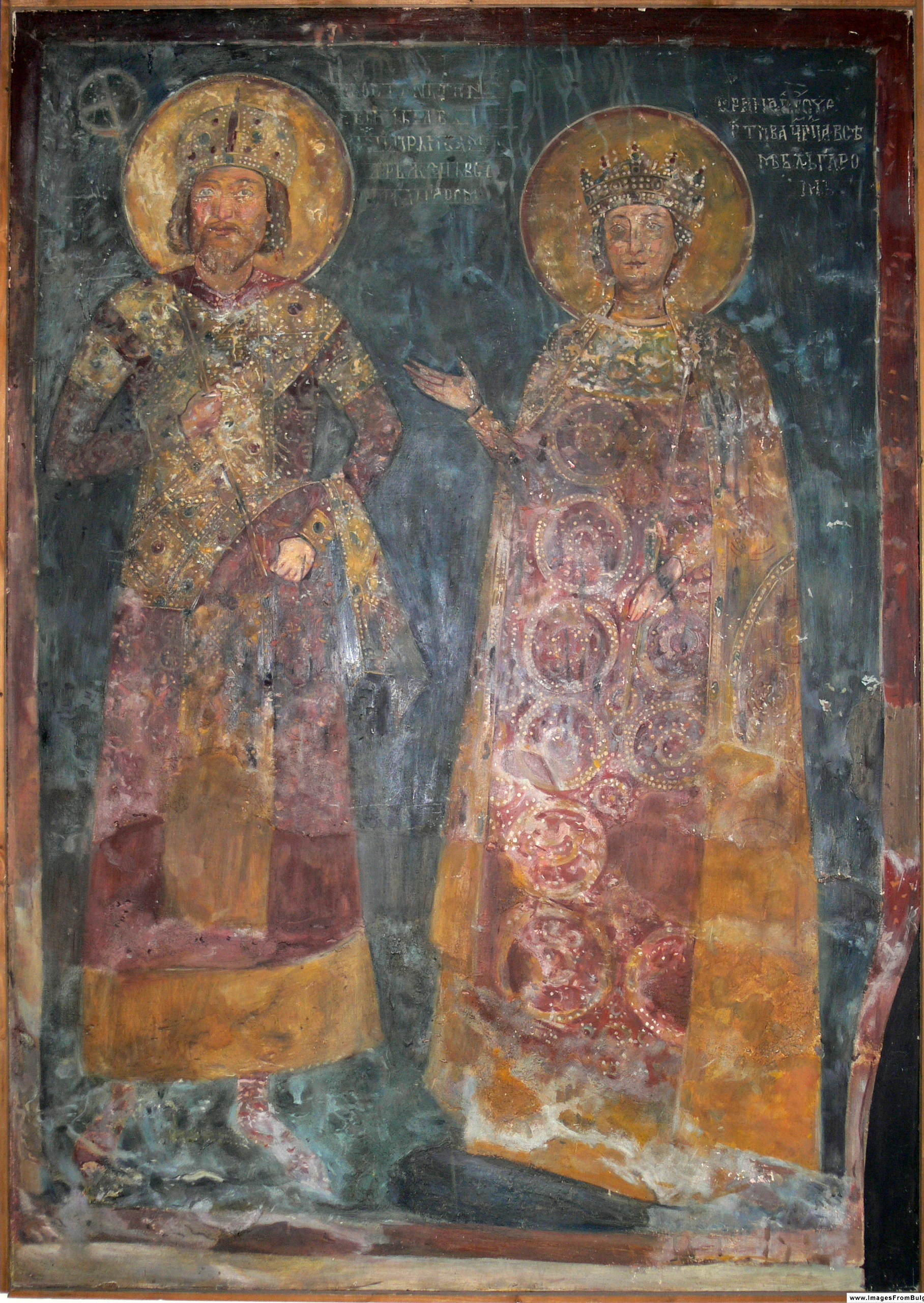
Freska znázorňující Konstantina Asena a jeho manželku Irenu

Konstantin mezitím uzavřel spojenectví proti Byzanci s jedním z seldžuckých náčelníků, posléze se k alianci připojil i Berke, chán Zlaté hordy. Spojené vojsko Bulharů a Tatarů vstoupilo v roce 1265 na říšská území a zle zpustošilo Thrákii. Tatarský vpád však nepřinesl Bulharům významný užitek, protože do Bulharska vtrhli Uhři a dobyli řadu pevností. Car Konstantin byl nucen uzavřít s Uherskem mír a dokonce se jej pokusil získat proti Byzanci.
Když začal proti Byzanci čím dál intenzivněji vystupovat Karel z Anjou, rozhodl se císař Michael získat Bulhary na svou stranu, nebo aspoň zajistit jejich neutralitu. Proto roku 1268 vyslal ke dvoru nedávno ovdovělého cara Konstantina poselstvo a nabídl mu ruku své neteře Marie. Císař zároveň přislíbil Konstantinovi vrácení měst Pomorie a Mesembrie, která měla Marie obdržet jako věno. Svatba Konstantina s Marií se slavila roku 1269, avšak vrácení měst se Michael pod různými záminkami vyhýbal. V roce 1272 došla Konstantinovi trpělivost a vyslal po dohodě se Srby poselstvo ke dvoru Karla z Anjou. Michael nezahálel a zahájil diplomatická jednání s Uherskem a Zlatou hordou. Novým chánem Zlatý hordy se stal Nogaj a Michaelovi se jej podařilo získat proti Bulharsku. Spojenectví bylo posíleno sňatkem mezi chánem a císařovou nemanželskou dcerou Eufrosiné.
Další fáze byzantsko-bulharského konfliktu probíhala především prostřednictvím čilé diplomacie. Michael i Konstantin, oba dva skvělí diplomaté, vyvinuli značné úsilí, aby oslabili neutralizovali hrozbu ze strany toho druhého. Michael v srpnu 1272 potvrdil zvláštní listinou privilegia ochridského arcibiskupství, kterými je obdařil v letech 1019 až 1025 císař Basileios II. Bulgaroktonos. Listina potvrzovala rozsah působnosti arcibiskupství a tím Michael zpochybnil i samostatnost srbské a bulharské církve. Konstantin naopak vyslal poselstvo k jeruzalémskému patriarchovi, aby získal jeho podporu pro upevnění nezávislosti bulharské pravoslavné církve. Vyslanci navštívili také egyptského sultána, kterého se Konstantin pokusil získat pro novou válku s Byzancí. Zároveň car udržoval i nadále spojenectví s Karlem z Anjou.
Na konci sedmdesátých let došlo k podstatným změnám. Konstantin byl po pádu z koně ochromen a moc v Bulharsku na sebe strhla jeho manželka a Michaelova neteř Marie. Ta se vypořádala s Jakubem Svatoslavem, který prohlašoval sám sebe za cara. Marie jej dala otrávit a podobným způsobem se pak zbavila i řada vlivných bojarů, čímž si znepřátelila nejen šlechtu, ale i široké vrstvy poddaných. Na jaře 1277 vypuklo v Bulharsku rozsáhlé povstání nevolníků rolníků proti feudálům. Do čela tohoto povstání se postavil Ivajlo, pasák prasat. Ivajlo ovládl rozsáhlá území Bulharska a Marie si po Konstantinově smrti udržela moc pouze v hlavním městě Tarnavu. Aby zajistila nástupnictví svého syna Michaela, uzavřela Marie roku 1278 sňatek s Ivajlem a ten byl korunován za bulharského cara a spoluvládce nezletilého Michaela.
Za daných okolností se císař Michael rozhodl zasáhnout v Bulharsku. Postavil proto vlastního pretendenta bulharského trůnu. Tím se stal Ivan Asen III., syn sesazeného cara Mitsa. Do Bulharska byla vyslána byzantská armáda pod velením Michaela Glavase. Počátkem roku 1279 obsadili Byzantinci Tarnavo a dosadili na trůn Ivana III. Carevna Marie a její nezletilý syn Michael byli zajati a odvedeni do Konstantinopole. Ivajlo mezitím porazil Tatary, které proti němu poštvali Byzantinci a vytáhl proti Ivanovi III. Císař proto poslal do Bulharska Ivanovi vojenskou pomoc. Byzantská armáda utrpěla porážku ve dvou bitvách a Ivan III. z Tarnava uprchl. Bojaři novým carem zvolili Jiřího Tertera I., kterému se podařilo získat všeobecnou podporu. Ivajlova armáda se mezitím rozpadla a on sám uprchl ke dvoru chána Zlaté hordy, kde byl snad na zásah Byzance chánem zavražděn. Ivanovi, který přišel o veškerou moc se podařilo uprchnout do Konstantinopole a tak roku 1280 skončila vláda dynastie Asenovců v Bulharsku. Zároveň tak byl zmařen Michaelův pokus dosadit v Bulharsku cara, který by sloužil zájmům Byzance, stejně neúspěšně skončil pokus Byzance restaurovat svou vládu nad Bulharskem.

##### Islámští a východní sousedé
Michael se věnoval především evropským záležitostem říše. Rúmský sultanát se kterým říše sousedila na východě nebyl již považován za aktuální hrozbu, jelikož utrpěl značnou újmu díky mongolské expanzi. Mocným vládcem na východě se stal mongolský chán Hülegü, který dobyl rozsáhlé oblasti na Blízkém východě, dobyl Bagdád a ukončil staletí trvající vládu Abbásovců a založil na území Persie Ílchanát. Císař s chánovou říší navázal přátelské styky, neboť doufal, že Mongolové případně zneutralizují maloasijské Seldžuky. Jedna z Michaelových nemanželských dcer se provdala za Abaka Chána, který se ujal vlády po chánovi Hülegüovi. Dobré vztahy císař navázal také s Mamlúky, kteří se zmocnili vlády v Egyptě.

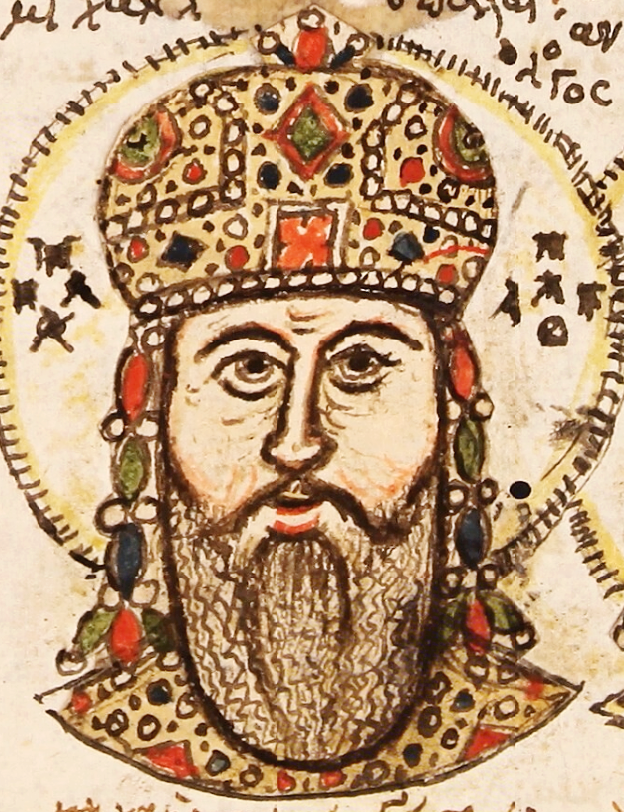
Miniautura Michaela VIII.

Michael se však věnoval především evropským záležitostem říše a obrana východní hranice byla zanedbávána. Mongolové způsobili pohyb četných tureckých kmenů, které začaly kolem roku 1270 pronikat do úrodných oblastí západní Malé Asie do nebezpečné blízkosti byzantské hranice. Bezpečnost obyvatelstvu poskytovala pouze stará opevněná města, která však byla od sebe značně vzdálená. V roce 1278 se do Malé Asie vypravil císařův syn Andronikos v čele armády, aby zastavil pronikaní Turků do údolí řeky Menderes, což se mu částečně podařilo. Ale již o dva roky později bylo toto údolí definitivně obsazeno muslimskými Turky.

##### Italské republiky
Ve své zahraniční politice se Michael orientoval především na spolupráci s italskou republikou Janovem, kterou vydatně podporoval proti Benátkám, které byly považovány za společného soupeře Byzance i Janova. Než se odhodlal k dobytí Konstantinopole, obával se Michael případné reakce benátské republiky. Využil proto rostoucího napětí mezi Janovany a Benátčany, které se projevilo střetem jejich kolonií v letech 1256-1258 v Akkonu. V roce 1261 uzavřel Michael s Janovem v Nymfaiu spojenectví a udělil republice stejná obchodní privilegia, kterým se už léta těšily Benátky. Janované se zavázali císaři vojensky pomoci, oplátkou obdrželi možnost bezcelního obchodu v řadě říšských přístavů. Po získání Konstantinopole se však ukázalo, že císař možnost benátské odvety vysoce přecenil, protože pomoc Janovanů nakonec nebyla vůbec potřebná. Přes to po zpětném dobytí Konstantinopole obdrželi Janované od Michaela darem v roce 1267 čtvrť Galatu a zcela odsud vytlačili Benátčany. Benátčané však nepřišli zkrátka v témže roce byli císařem rovněž obdarováni jinou čtvrtí v hlavním městě. Privilegia, kterými byli Janované a Benátčané obdařeni však oslabovala vlastní byzantský obchod a podkopala hospodářskou situaci uvnitř státu.

##### Jednání o církevní unii

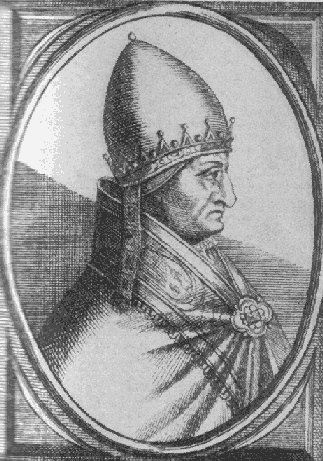
Papež Řehoř X.

Michael se snažil hrozbu, kterou představoval Karel z Anjou odrazit všemi dostupnými diplomatickými prostředky. Na západě se jednalo o možnosti nové křížové výpravy a Michael proto vyslal své diplomaty ke dvoru Ludvíka IX., francouzského krále a zároveň bratra Karla z Anjou. Úkolem těchto vyslanců bylo ovlivnit krále při rozhodování o cíli křížové výpravy. Ludvík IX. pak skutečně vedl osmou křížovou výpravu proti Tunisu. Na této výpravě se vojensky podílel i jeho bratr Karl z Anjou, což přineslo Byzanci dočasnou úlevu. Hlavní úsilí k tomu, aby rozbil protibyzantskou koalici však císař upnul k jednání s několika římskými papeži o církevní unii mezi západní a východní církví.
Jednání o unii probíhalo v několika fázích. První kroky byly učiněny již za papeže Urbana IV. (1261-1264), jednání pak pokračovalo za pontifikátu papeže Klimenta IV. (1264-1268). Výrazného pokroku bylo dosaženo za papeže Řehoře X., který byl Byzanci nakloněn a díky tomu se Michaelovi podařilo uzavřít s papežem církevní unii dřív, než mohl Karel z Anjou vyhlásit křížovou výpravu proti ortodoxním Řekům. Císař považoval jednání o formální unii pouze za politický kompromis, který měl zachránit jeho říši. Podcenil však vlastní ortodoxní lid, který císařově snaze nerozuměl a unii se západní církví odmítal. Poddaní byzantského císaře, kteří se teprve nedávno zbavili nenáviděné latinské nadvlády těžce nesli, když se v chrámech dozvěděli o probíhajícím jednání s papežem. Proti císařově politice se brzy vytvořila široká opozice v čele s církevními hodnostáři, především pak patriarchou Arseniem. Císař proto patriarchu a některé církevní hodnostáře sesadil a dosadil na jejich místa přívržence unie. Jednání u unii také vyvolalo ostrý nesouhlas ostatních autokefálních církví, především v Srbsku a Bulharsku, jejichž nezávislost Michael vážně zpochybnil potvrzením výsad ochridského arcibiskupství v roce 1272.
Jednání o unii odpovídalo především dlouhodobým zájmům papežského stolce. Kurie začala navíc s nedůvěrou hledět na vzestup Karla z Anjou, který se stal jedním z nejmocnějších panovníků ve středomoří. Znění dohody o unii připravili nikájský metropolita Theofanes a Georgios Akropolites. Text obsahoval formulace o svrchované moci papeže v křesťanské církvi, potvrzoval papežovu jurisdikci v kanonických otázkách a uvádění papežova jména i při ortodoxních bohoslužbách. Císařovi zástupci vyrazili s textem dohody do Lyonu, kde bylo 6. července 1274 zahájeno hlavní jednání. Za byzantskou stranu vedl jednání Georgios Akropolites, za západní církev byli zástupci jmenováni teologové Bonaventura a Tomáš Akvinský, který však cestou do Lyonu zemřel. Dohodu o unii potvrdil druhý lyonský koncil. Díky církevní unii již nemohli být Řekové považováni za heretiky a důvod ke křížové výpravě proti nim pominul. Kromě toho byla Byzanci garantována nedotknutelnost území.

##### Sicilské nešpory a smrt

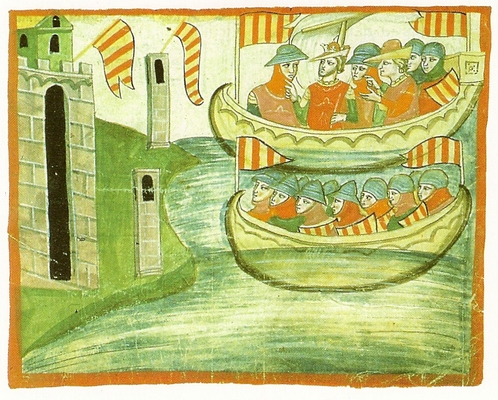
Petr III. Aragonský připlouvá na Sicílii

Ještě během jednání o církevní unii Michael zasáhl proti Karlovi z Anjou v Albánii. Byzantská vojska dobyla strategicky důležité pevnosti Berat, Butrint a následně oblehla Avlonu a Drač. Podobně se Byzantinci se svým obnoveným loďstvem pokusili získat převahu na Euboii a na ostrovech v Egejském moři. Jednalo se tak o velké vítězství Michaela na mezinárodním válečném i diplomatickém poli. Církevní unie se západem však bezpečnost Byzance nezaručila. Papežská kurie, zvláště pak za pontifikátu Martina IV., začala stupňovat své požadavky. Papež vznesl i podmínky politického rázu a požadoval, aby Michael dosáhl dohody se sicilským králem. Situace začala být zvláště nebezpečná, když Karel z Anjou koupil dědická práva na jeruzalémské království a začal volat po novém křížovém tažení proti Byzanci. Roku 1278 získal navíc sicilský král Achájské knížectví, které mu připadlo jako dědictví po zesnulém knížeti Vilémovi. Roku 1281 připravil Karel novou koalici proti Byzanci s titulárním latinským císařem Filipem a Benátkami. Na svou stranu získal také papeže Martina, který prohlásil císaře Michaela za heretika a uvrhl jej do klatby. Karel tak vyhlásil proti Byzanci novou křížovou výpravu, která měla proběhnout v roce 1283.
V kritické chvíli se Michael obrátil s žádostí o pomoc na uherského krále i mamlúckého sultána v Egyptě, který mu poslal loďstvo, a u chána zlaté hordy. Michael zahájil také jednání s aragonským králem Petrem III. a poslal mu obrovskou částku ve zlatě. Na Sicílii mezitím, snad s přispěním byzantského zlata, vypuklo rozsáhlé povstání. Francouzská vláda Anjouovců byla na ostrově značně nepopulární. Povstání vešlo do dějin jako Sicilské nešpory a bylo při něm zmasakrováno mnoho Francouzů. Povstalci také spálili loďstvo v Palermu, které mělo vyplout na východ. Petr Aragonský se posléze vylodil v březnu 1282 na Sicílii a připojil ostrov ke své říši. Moc Karla z Anjou byla tímto aktem vážně podlomena a jeho ambice na ovládnutí východního středomoří tak vzaly za své. Michael se z velkého úspěchu neradoval dlouho, zemřel 11. prosince 1282 v Thrákii, kam se vydal ztrestat odbojné feudály. Vládu po něm převzal jeho syn Andronikos II. Palailogos.

## Vnitřní politika

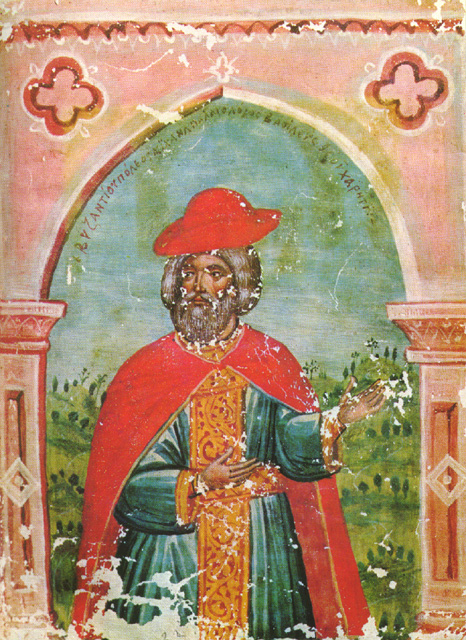
Michael VIII. na fresce

Michael věnoval velkou péči vnitřní obnově říše. Zatímco na mezinárodním poli dosáhl díky diplomacii a válkám značných úspěchů a podařilo se mu odrazit hrozby, které ohrožovaly obnovenou říši, v řízení vnitřních záležitostí říše už tak úspěšný nebyl. Císaři se podařilo obnovit loďstvo, které nebylo závislé na pomoci Janovanů a Benátčanů. Byzantská armáda byla znovu postavena a dosáhla četných úspěchů v bojích proti Bulharům a Karlovi z Anjou. Úřednický aparát říše byl však rozbit a Michael musel čelit separatismu ze strany mocných feudálů. Císař uděloval velké pozemkové úděly s paraioky (závislými rolníky) aristokracii, často do dědičné držby. Aristokracie tak vytvářela velké pozemkové držby (pronie, známé již od doby Komnénovců), což však v konečném důsledku vedlo k decentralizaci říše. Těmito úděly byli obdarováni nejdříve císařovi příbuzní, jeho bratr Jan Palaiologos obdržel jako pronii ostrov Rhodos; podobně obdržely takové úděly i další osoby spřízněné s vládnoucí dynastií. Tito feudálové byli vybaveni velkými pravomocemi a často se vymanili z přímé kontroly císařské správy. Angažovanost Michaela v evropských záležitostech říše a absence závažnější hrozby na východní hranici vedla k tomu, že východní hranice byla vážně zanedbávána. Nikájští císaři věnovali hranici velkou péči a její obranu svěřili pomezním vojákům (akritai). Za Michaelovy vlády byly však z východních provincií odvolány celé oddíly, daňové zatížení obyvatel rostlo a akritaiové byli špatně placeni. Již za císařovy vlády tak přes hranici pronikali Turci a trvale se zde usazovali, což se mělo mít pro Byzanc v budoucnu fatální důsledky.
Velké a dlouhodobé následky mělo především Michaelovo rozhodnutí oslepit nikájského císaře Jana IV. Laskarise. Již v roce 1262 došlo k velkému povstání v Nikáje, způsobené snad právě zprávou o oslepení Jana IV. Michael sice dokázal toto povstání potlačit, avšak sympatie lidu zůstaly na straně oslepeného Jana. Hlavním důvodem nepřátelství poddaných vůči císaři však bylo jeho jednání o církevní unii. Původní nadšení z osvobození Konstantinopole tak brzy vystřídala všeobecná nespokojenost s císařovou církevní politikou. Císař však unii chápal pouze jako nutný a formální kompromis, aby zachránil říši, to však nedovedl před lidem obhájit. Proto tvrdě pronásledoval odpůrce unie, ať už pocházeli z prostého lidu, nebo vládnoucí dynastie. Mnoho odpůrců tak skončilo v žaláři.

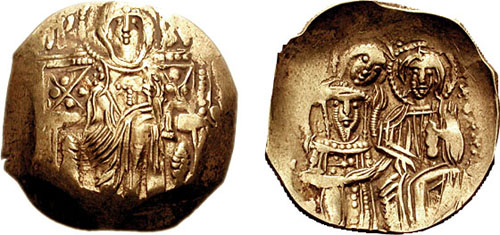
Hyperpyron Michaela VIII.

Hospodářská situace Byzance v době Michaela VIII. byla neutěšená. Náklady na války, diplomacii i vnitřní obnovy si vyžádaly zvýšení daňové zátěže, kterým trpěl především prostý lid. V hospodářské politice stát mnoho nezískal, jelikož obchod v přístavech říše zcela ovládli Janované a Benátčané, kterým nebyli schopní byzantští obchodníci čelit. Italské obchodní republiky získaly celní výhody ve významných obchodních přístavech a vzhledem k tomu, že právě celní poplatky byly důležitým zdrojem státních příjmů, Byzanc tím byla ochuzena o nemalé finanční prostředky.

### Obnova Konstantinopole

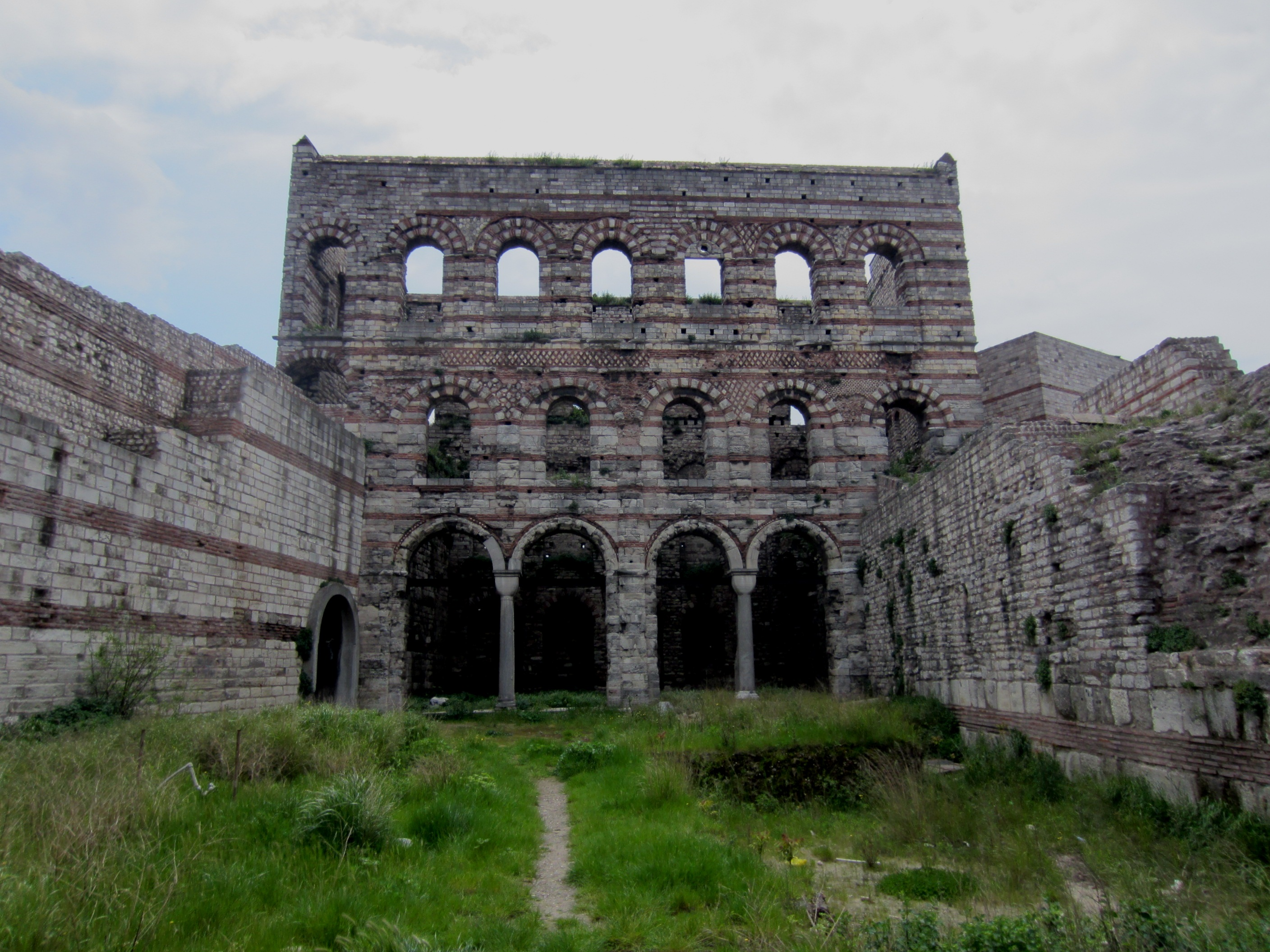
Porfyrogennetův palác, jediný dochovaný zbytek palácového komplexu v Blachernách

Vyplenění Konstantinopole křižáky v roce 1204 a nadvláda Latinů si na městu vybrali svou daň. Když Michael v roce 1261 do hlavního města triumfálně vstoupil, připomínalo kdysi nejbohatší a nejlidnatější město Evropy spíše několik vesnic v prostoru velkých městských hradeb. Umělecké skvosty města byly křižáky uloupeny, kostely zbavené svých pokladů a císařský palác v troskách. Latinským císařům se nedostávalo financí a poslední latinský císař nechal sejmout olovo ze střech starého císařského paláce a prodal jej. Palác tak byl neobyvatelný a Michael neměl peněz nazbyt, aby střechy opravil. Michael a jeho dědicové sídlili až do pádu Konstantinopole v paláci nedaleko městských hradeb ve čtvrti Blachernae. Přestože se mu nedostávalo dostatečných finančních prostředků, věnoval Michael velkou péči obnově vylidněného hlavního města. Život se do města pomalu vracel díky novým obyvatelům, kteří přicházeli především z Peloponésu. Císař se při obnově Konstantinopole musel spoléhat hlavně na některé aristokratické rodiny, které byly ochotny financovat rekonstrukci. Hlavní zátěž však neslo obyvatelstvo provincií, zatížené vysokými daněmi.
I přes finanční obtíže byzantského státu se podařilo obnovit mnoho konstantinopolských chrámů, klášterů a paláců. Opraven byl například Chrám Svatých apoštolů, druhý největší chrám v Konstantinopoli. U vchodu do chrámu byly umístěny sochy archanděla Michaela a císaře Michaela VIII. Císař usiloval také o obnovu řádného vzdělání v hlavním městě a při kostele sv. Pavla byla obnovena základní škola, jejímž učitelům císař zajistil platy a uděloval dokonce i stipendia úspěšným žákům. Zároveň byla obnovena také škola při konstantinopolském patriarchátu. Počet obyvatel Konstantinopole na konci císařovy vlády se odhaduje na 50 000 až 70 000.

### Náboženská politika
Svou náboženskou politiku Michael zcela podřídil jednání o církevní unii s papežem. Díky tomu musel císař čelit značné opozici jak ze strany prostého ortodoxního lidu, tak významných církevních představitelů. Michael se dostal do vleklého sporu s patriarchou Arseniem, který byl jmenován konstantinopolským patriarchou ještě v nikájském exilu a Michael po dobytí Konstantinopole dosadil zpět do hlavního města. Arsenios Michaela hned dvakrát korunoval, nejdříve jako spolucísaře Jana IV., poté se však dostal s panovníkem do sporu a odmítl plnit funkci patriarchy. Později se nechal přesvědčit ke smíru a znovu Michaela korunoval, tentokrát v chrámu Hagia Sofia v Konstantinopoli. Když dal však Michael oslepit a uvěznit Jana IV., patriarchovi došla trpělivost a prohlásil Michaela za uzurpátora trůnu a exkomunikoval jej. Arsenios se pak stal hlavním představitelem odporu proti církevní unii s Římem a hojně proti císaři vystupoval. Michael proto v roce 1265 svolal synodu, která Arsenia sesadila a poslala do vyhnanství. Další patriarcha Josef I. sňal s císaře sice církevní klatbu, avšak sám nebyl přívržencem církevní unie a na protest později raději abdikoval. Další patriarcha Jan Bekkos přistupoval k unii nejdříve váhavě, později ji však propagoval. Přijetí církevní unie narazilo na prudký odpor obyvatel a byzantskou církev fakticky rozštěpilo schisma.

## Hodnocení

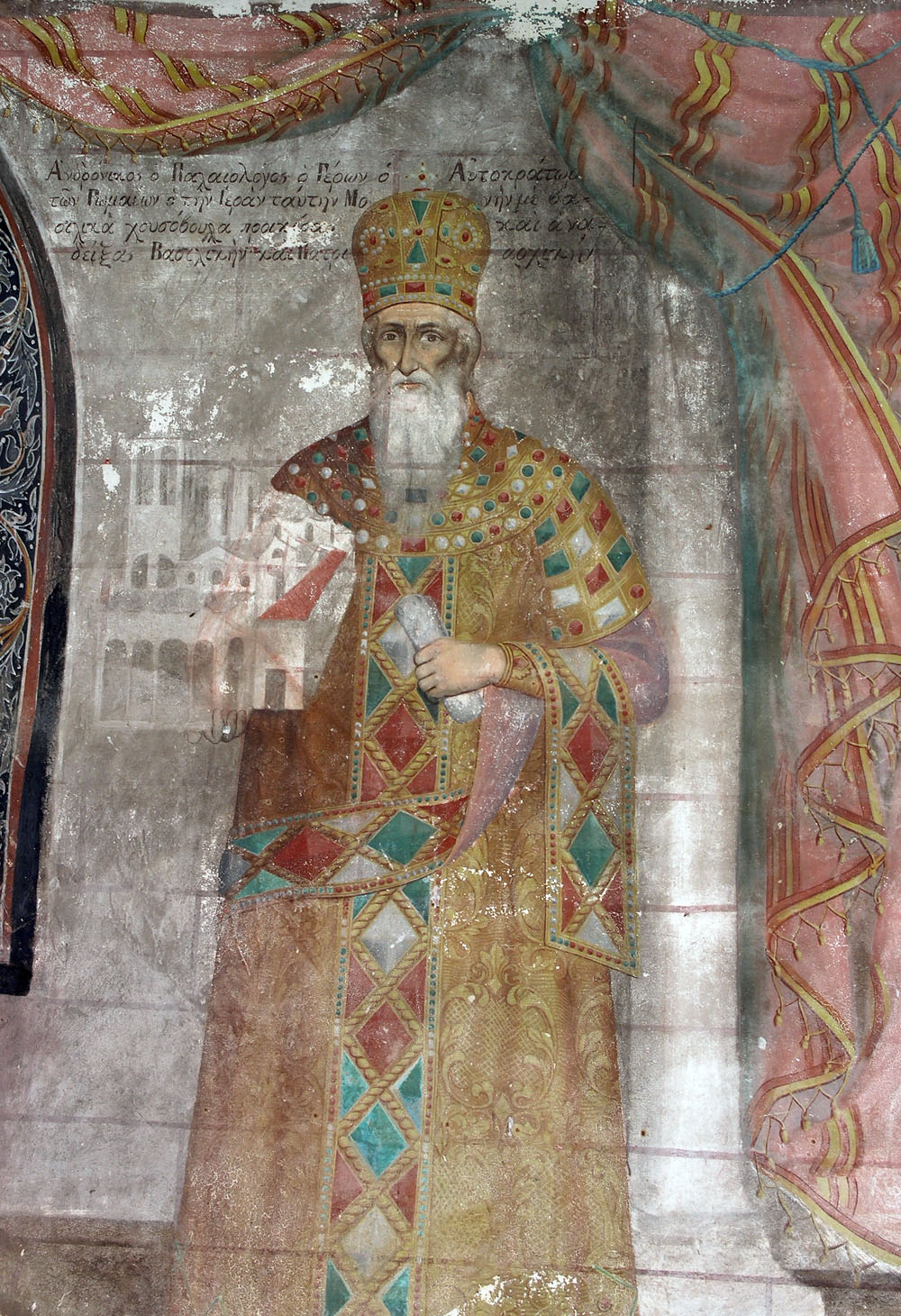
Michaelův syn a nástupce Andronikos II.

Michael byl zdatný válečník a brilantní diplomat, kterému se podařilo získáním Konstantinopole nejen obnovit byzantskou říši, ale zároveň odrazit všechny zahraniční hrozby, které ohrožovaly existenci obnovené říše. Za jeho vlády se Byzanc dočasně opět stala mocností se kterou bylo potřeba počítat a císař výrazně zasahoval do vnitřních záležitostí sousedních států. Přesto byla bilance jeho vlády rozporuplná a jeho dílo obnovitele říše, kterému věnoval tolik energie a úsilí, nebylo plně doceněno. Naopak, mnoho problémů ať už v zahraniční politice, ale především pak ve vnitřních záležitostech, zdědili císařovi následníci. Nejpalčivější z nich byly neuspokojivá finanční situace státu a ideologicko-náboženské spory vyvolané církevní unii se západem. Říše čelila velké decentralizaci a nedokázala zdolat separatismus některých mocných magnátů v Epiru a Thesálii, kteří si odvykli podléhat konstantinopolské vládě.
Hospodářství Byzance bylo vážně podkopáno obchodními aktivitami italských republik a byzantští obchodníci se ocitli zcela v jejich vleku. Ač bylo obnoveno byzantské loďstvo, zůstávaly italské republiky i nadále suverénními pány na moři. V zahraniční politice se Michaelovi nikdy zcela nepodařilo podrobit Bulhary a Srby a jejich státy i nadále zůstávaly vážným soupeřem Byzance na Balkáně. Rozsáhlé oblasti jižního Řecka a Peloponésu nadále ovládali franští baroni. Hrozbu ze strany sicilského království se však Michaelovi podařilo účinně zneutralizovat. Císař však díky své politice na západě zanedbával východní hranici, kam stále více pronikali Turci, kteří se již za jeho vlády začali hojně usazovat na byzantském území. Toto nebezpečí bylo ze strany císaře podceněno, což mělo být pro říši v budoucnu zničující. Obnovená říše i znovuzískaná Konstantinopol představovaly už jen stín své zašlé slávy. Přesto, říše kterou Michael obnovil, přetrvala ještě téměř dvě stě let a to pod vládou jeho potomků z dynastie Palaiologovců.

## Potomci
Manželství ∞ 1253 Theodora Palaiologovna (cca 1240 – 1303)
- Manuel Palailogos (cca 1255 - před 1259)
- Irena Palaiologovna (cca 1256 - před 1328) ∞ Ivan Asen III.
- Andronikos II. Palaiologos (25. března 1259 – 13. února 1332) byzantský císař

1. ∞ Anna Uherská
2. ∞ Jolanda z Montferratu

- Anna Palaiologovna (cca 1260 – 1299/1300) ∞ Demetrios Doukas Komnenos Koutroules
- Konstantin Palaiologos (1261 – 5. května 1306) ∞ Irena Raoulaina
- Theodora Palaiologovna ∞ David VI. Gruzínský
- Theodor Palaiologos (cca 1263 - po 1310)
- Eudokie Palaiologovna (cca 1265 - 18. září 1302) ∞ Jan II. Megas Komnenos